# Републички хидрометеоролошки завод Србије
Републички хидрометеоролошки завод Србије скраћено РХМЗС је самостална државна стручна установа чија је основна делатност израда и објављивање прогноза времена и вода, давање упозорења и најава за ванредне и опасне метеоролошке и хидролошке појаве.

## Делатност
Главна делатност Завода је да врши прикупљање, обраду, анализу података за потребе прогнозе времена,  ране најаве непогода агрометеорологије, климатологије, хидрологије, непогода и контролу животне средине.
У оквиру  Заводу Mетеоролошки осматрачки систем Србије ( МОСС ) обавља следеће примарне послове: метеоролошка мерења и осматрања, бележење података, основна обрада и извештавања за националну и међународну размену.

## Историја

### Оснивање

#### Прва мрежа метеоролошких станица
Професор Лицеја и члан Друштва србске словесности, Владимир Јакшић (1824—1899), започео је да врши редовна метеоролошка мерења, у Београду, на свом породичном имању у Сењаку, 1. јануара 1848. године. Професор Јакшић је температуре ваздуха и атмосферска мерења бележио у дневницима (Погодопис) који су укоричени у шест свезака, од којих је пет сачувано до данашњих дана. Уз помоћ, пре свега Министарства просвета, али и других министарстава, Јакшић је основао и прву мрежу метеоролошких станица у Србији, која је 1857. године имала чак 27 станица, што је у оно време представљало једну од најгушћих метеоролошких мрежа у оквиру једне државе, а да би мерења била вршена по тачно одређеној методологији припремио је „Упутство за осматраче“, које је штампано у државној штампарији у Београду 1856. године. Осматраче временских појава налази међу образованим људима разних струка, међу учитељима, свештеницима, телеграфистима и др. Свакодневно су осматрачи своје извештаје о времену слали телеграфом, бесплатно. Прикупљени подаци су објављивани у „Новинама србским“, што је такође куриозитет, јер је у то време само неколико европских земаља то радило редовно. Поштанско-телеграфско одељење је у Метеоролошкој станици у Београду инсталирало телеграфски апарат и повезало га са Главним телеграфом, чиме се штедело на времену. Кад год би неки телеграф из унутрашњости најавио метеоролошки извештај, одмах би био спојен са Метеоролошком станицом и њој је директно отправљао извештај. Међутим, 1863. године, број метеоролошке станице је почео да се смањују јер је Јакшић прихватио посао у Министарству финансија где је основао прво статистичко одељење у Србији и до свог пензионисања био његов начелник. Једина станица на којој су непрекидно вршења мерења, од 1. јануар 1848. до 31. децембра 1899. године, била је она на његовом имању, у Сењаку.

#### Опсерваторија и државна мрежа метеоролошких станица
Након повратку са школовања из Париза, 1884. године, професор астрономије и метеорологије на Великој школи Милан Недељковић је годинама инсистирао на питању оснивања сталне Астрономске и метеоролошке опсерваторије. Увидевши реалност, односно да је немогућа брза градња наменских објеката за Опсерваторију, професор Недељковић предлаже у писму Министру просвете и црквених дела, 2. марта 1887. да са радом отпочне у Провизорној опсерваторији у приватној кући. На основу овог прихватљивог писма-молбе, министар просвете Милан Кујунџић Абердар донео је 26. марта 1887. решење о оснивању Провизорне (Привремене) опсерваторије у приватној изнајмљеној кући предузимача и трговца Ернеста Гајзлера, на Малом Врачару.
Међутим, како су услови за рад у том објекту били више него скромни професор Недељковић је поново почео да се залаже за изградњу наменске опсерваторије у којој би научни радови у астрономији и метеорологији били могући. Упутио је молбе Министарству просвете и црквених дела са намером да се преко Општине Београд нађе одговарајуће земљиште за потребе Велике школе а за развој астрономије и метеорологије. Министар просвете, Др Владан Ђорђевић, 27. септембра 1888. године, донео је Уредбу о оснивању јединствене мреже метеоролошких станица у Србији, и то је званичан почетак рада државне метеоролошке службе у Србији, односно Дан РХМЗ. После бројних седница и преписки са Министарством просвете, одборници под председништвом Живка Карабиберовића су изгласали одлуку да се уступи одговарајуће земљиште. Поступајући по захтеву министра просвете и црквених дела, Владана Ђорђевића, Београдска општина одобрила је 18. марта 1889. године Великој школи земљиште величине 1, 83 хектара за изградњу астрономске опсерваторије на Малом Врачару. Након ове одлуке започети су грађевински радови који су успешно завршени 1. маја 1891. године. Опсерваторија је имала 270 m² површине и представљала је павиљон са спратом мање површине од приземља. Пројекат је урадио архитекта Димитрије Т. Леко, а по скици њеног оснивача, професора Милана Недељковића. Главна фасада завршава се зупцима који образују атику и ограде терасе, постављене изнад једног дела поткровља, а остале фасаде степенастим забатима, прозори у приземљу и улазна врата су лучно завршени, а декорацију фасаде чине оквири прозора и испупчане хоризонталне траке. Око опсерваторије уређен је парк. Професор Недељковић је одмах започео са метеоролошким опажањима и мерењима у новој опсерваторији. Од 1. јануара 1895. године се започело са часовним осматрањима, односно „свечасовна мерења“, која су трајала до јуна 1914. Ова 24-часовна мерења су вршена по узору на француску опсерваторију „Парк сент мор“. 
Године 1901. Опсерваторија је као Главна метеоролошка станица (Слике Опсерваторије из 1890-тих) водила рачуна о 130 метеоролошких станица широм Србије. Астрономски инструменти су служили само за основна посматрања током наставничког рада са високошколцима као део показних и практичних вежби. Милан Недељковић исте године написао упутства за посматрање непогодских појава и посматрање града. Недељковић је организовао осматрачку мрежу, лично обучивши осматраче а на основу прикупљених података постао је стручњак за ту појаву. Недељковић је сматрао да је на основу расположивих сазнања било каква одбрана од града преурањена. По Недељковићевом плану и саветима 1902. године, у атару општине Смедерево, се почело са пуцањем на облаке „градоноше” ради заштите винограда и усева. 
Управник Опсерваторије, Милан Недељковић, објавио је у „Српским новинама“ временску прогнозу за 6. август 1902. годину. Недељковић је 1902. године почео да, на француском језику, објављују билтен са метеоролошким подацима, које је размењивао са другим установама у свету. За овај билтен добио је похвале од бројних колега из иностранства, а међу њима и од његовог пандама, сарадника и пријатеља из Будимпеште, Миклоша де Конкола, оснивача савремене мађарске астрономије и метеорологије. Августа исте године, почела је међународна размена шифрованих података и израда прве прогнозе времена. Године 1903, у кругу Опсерваторије, поред два постојећа астрономска павиљона подигнута су још два: сеизмолошки и геомагнетски. Од 1912. године почиње у „Политици“ редовно објављивање извештаја о времену и временске прогнозе. После почетних српских победа у Првом светском рату, аустроугарској војсци, притекла је у помоћ Немачка. Дошло је до општег повлачења српске војске ка Грчкој. Милан Недељковић је 25. септембра 1915. напустио Опсерваторију. Са супругом Томанијом стигао је на грчко острво Крф почетком 1916. Од почетка 1916. Београдску опсерваторију користила је окупаторска војска за метеоролошке потребе на челу са Виктором Конрадом. Након пробоја Солунског фронта, окупаторска војска је октобра 1918. приликом повлачења похарала њен инструментаријум. Професор Недељковић је дошао у своју Опсерваторију 24. фебруара 1919. године.
После Првог светског рата створена је нова држава. Метеоролошка опсерваторија у Београду примила је на себе руковођење целокупном метеоролошком мрежом у већем делу земље. Са места управника, Недељковић у својој 67 години одлази у пензију 6. јула 1924. године. После његовог пензионисања, Савет Филозофског факултета је донео одлуку да Опсерваторију подели на две установе: Астрономску и Метеоролошку опсерваторију. Метеоролошка је на управу била поверена Павлу Вујевићу, док је управа Астрономска, поверена Војиславу Мишковићу. После одвајања, Метеоролошка опсерваторија је наставила рад у постојећој згради, а нова Астрономска опсерваторија је изграђена на Великом Врачару. Др Павле Вујевић је након Недељковића био професор метеорологије и климатологије на Универзитету, а наставио је са обнављањем и успостављањем мреже метеоролошких станица чији је број до краја 1926. године попео на 155. Карактеристика овог периода је оперативан рад и обављање климатолошких статистичких послова Метеоролошке опсерваторије Универзитета у Београду, као и набавка савремене радио станице која је преузела улогу сабирног центра за размену метеоролошких података између Југославије и других земаља, а по препоруци Међународне метеоролошке организације. Поред тога, на аеродромима се постављају метеоролошке станице првог реда, које припадају Команди Војног ваздухопловства. Водомерне станице се налазе у оквиру Хидрографског одсека Генералне дирекције вода, која је објединила хидролошку службу 1922. године, а исте године, на захтев Међународне дунавске комисије почиње извештавање за реку Дунав. Током Другог светског рата бројне метеоролошке и хидролошке станице су престале са радом, осим Метеоролошке опсерваторије у Београду, која залагањем, Павла Вујевића, врши мерења и током окупације када права метеоролошка служба и не постоји.

### Хидрометеоролошки завод
Након рата, професор Вујевић, ради на обнављању и успостављању мреже метеоролошких станица. На основу Уредбе о раздвајању Филозофског факултета, Министарство просвете Србије донело је одлуку, 17. фебруара 1947. године, да се Филозофски факултет Универзитета у Београду раздвоји у Филозофски факултет и Природно-математички факултет. Група метеоролошко-климатолошких наука припала је Математичко-физичком одсеку на новоустановљеном Природно-математички факултету. Претходно је, 7. јануара 1947. години, Уредбом Владе ФНР Југославије основана Савезна управа хидрометеоролошке 
службе Југославије (касније Савезни хидрометеоролошки завод). При Влади НР Србије, 1. октобра 1947. године оформљена је Управа хидрометеоролошке службе. Метеоролошка опсерваторија Универзитета у Београду је од тада правно у оквиру Хидрометеоролошке службе Србије, односно постаје њено седиште. На позив организатора, представници СУХМС-а су 22. септембра 1947. године у Вашингтону, САД, потписали Конвенцију о оснивању Светске метеоролошке организације - СМО (SWO). Конвенција је ступила на снагу 23. марта 1950. године. Једна од 45 светских метеоролошких служби, које су оснивачи СМО била је и СУХМС Југославије. На чело Републичке хидрометеоролошке службе постављен је пилот и потпуковник Љубомир Ђурић (1894-1978), стручњак за ваздухопловну метеорологију, који је био пријатељ Недељковића и Вујевића, а пре рата, 1925. године објавио је уџбеник „Метеорологија“, први целовит уџбеник о метеорологији на српском језику, која се до тада налазила искључиво у уџбеницима географије и физике. Потпуковник Ђурић је пензионисан 1951. године, а на његово место долази капетан Боривој Војновић. Хидрометеоролошка школа основана је 21. фебруара 1948. године у циљу обучавања и добијања средње стручних кадрова за потребе хидрометеоролошке службе, а од 1979. године настаје јединствена средња школа геолошке и хидрометеоролошке струке, која од 1989. године носи назив „Милутин Миланковић“. 

#### Противградна заштита
У Србији је на иницијативу појединих пољопривредних комбината, задруга и осигурања противградна заштита започела 1953. године. У првих 15 година изводила се на мањим подручјима, са недовољно обученим стрелцима који су најчешће штитили своју њиву испаљујући ракете малог домета. Прекретница је наступила 1967. године када је пет општина из Шумадије (Младеновац, Аранђеловац, Топола, Смедеревска Паланка и Велика Плана) поверило спровођење активности противградне заштите Републичком хидрометеоролошком заводу у Београду. За организацију је испред Завода био задужен Александар Опра, који је, на основу литературе, распоредио 253 лансирна места, стварајући седам линија одбране између Букуље и Космаја, пет од Букуље до Рудника, а на осталој територији су распоређена на растојању 4 до 8 километара. Стрелци су прошли обуку, добили написана упутства за дејство заснована на фазама развоја Кумулонимбус (Cb). Како се није располагало са радио везом, стрелци су на основу прогнозе и грмљавина регистрованих на Букуљи и у Смедеревској Паланци, сигналним ракетама обавештавани о наиласку Cb-а. Наредне, 1968. године, постављен је први радар за потребе заштите од града, 3МК 7, а сваки трећа противградна станица се опрема радио везом. Године 1970. године Завод је проширио брањено подручје на 1/3 пољопривредних површина у СР Србији. У раду је учествовало 12 радарских центара, опремљених радарима 3МК 7. Године 1978. године набављено је 8 савремених метеоролошких радара са којима је наредне године знатно побољшана идентификација градоопасних Cb-a. Од 2000. до 2003. године у рад се пуштају још три Радарска центра. Данас се на простору Србије методологија сузбијања града спроводи на укупној површини од 77 508 км² од чега је 51 133 км² пољопривредно земљиште. Оперативни систем чини мрежа од 13 радарских центара, 1650 активних противградних станица, телекомуникациони систем који чини систем радио-везе са 50 репетитора и 1800 радиостаница и оперативно-методолошки центар у Београду. Од 2011. године противградна заштита прелази у надлежност Управе за ванредне ситуације Министарства унутрашњих послова Србије. Од 30. јуна 2015. године ступио је на снагу Закон о одбрани од града. Овим законом уређује се систем одбране од града у Србији. На основу овог Закона противградна одбрана поново је враћена у надлежност Хидрометеоролошког завода. Прва аутоматска противградна станица са рачунарским навођењем, односно повезана је телекомуникационом опремом са Радарским центром „Букуља”, пуштена је у рад 10. фебруара 2016. године у селу Винча код Тополе и представља пилот пројекат. Станица се напаја на соларну енергију, а пречник дејства ракета 357 степени. План је да се у догледно време поставе још најмање 30 аутоматских станица. (Видео прилог о аутоматској станици)